# Мера (приток Волги)
Ме́ра (также Медова) — река в Костромской и Ивановской областях России. Левый приток реки Волги.
Длина — 152 км, площадь бассейна — 2380 км², средний расход воды в 51 километре от устья — 6,5 м³/с.
Основные притоки — Медоза (левый), Тома, Сендега (правые). Крупнейший из них — Медоза. На Мере расположен крупный посёлок Островское — центр Островского района Костромской области — и село (ранее посёлок) Заречный Заволжского района Ивановской области.
Мера начинается неподалёку от деревни Первушино Судиславского района Костромской области.
В верхнем течении река течёт по лесной местности, сильно петляя. Ширина реки составляет 3—10 метров. На реке многочисленные завалы, берега одеты сплошным лесом, кое-где обрывисты. На некоторых участках в русле встречаются каменистые перекаты, скорость течения довольно велика, особенно в половодье.
Приняв справа р. Тому, Мера расширяется до 15—20 метров, чуть ниже этого места в посёлке Красная Поляна на реке плотина.
Между Красной Поляной и устьем Медозы река продолжает очень сильно петлять. Лес отходит от берегов. На этом участке находится большой посёлок Островское, в нём река пересекает шоссе Кострома — Киров.
За устьем Медозы Мера, сохраняя ширину около 20 метров, течёт среди высоких берегов, заросших хвойным лесом. На этом участке много мелей и перекатов.
За 10 километров до устья начинает сказываться подпор Горьковского водохранилища на Волге. Здесь река расширяется настолько, что чаще об этом участке говорят, как о Мерском заливе Горьковского водохранилища. Залив судоходен.
Мера впадает в Волгу чуть ниже городов Кинешма и Заволжск. В месте впадения на правом берегу расположено село Заречный, а на левом — село Никола-Мера.
В начале XX века на реке было расположено множество мельниц.